# Château de la Chevrière
Le château de la Chevrière est un château situé à Saché (Indre-et-Loire) et inscrit aux monuments historiques le 27 octobre 1971.